# Torfowiska (jezioro)
Torfowiska (oficjalny hydronim) lub Torfowisko, Staw Powsiński, Jezioro Powsińskie – jezioro o powierzchni ponad 6 ha w Warszawie.

## Położenie i charakterystyka
Jezioro leży po lewej stronie Wisły, w Warszawie, w dzielnicy Wilanów, w rejonie osiedla Powsin. Jezioro powstało prawdopodobnie w wyniku spiętrzenia okolicznych kanałów irygacyjnych i rowów deszczowych w miejscu starorzecza wiślanego; w związku z tym można je uznać za jezioro zalewowe. Położone jest wzdłuż ulicy Przyczółkowej, graniczy także z ulicą Rosochatą.
Zgodnie z ustaleniami w ramach Programu Ochrony Środowiska dla m. st. Warszawy na lata 2009-2012 z uwzględnieniem perspektywy do 2016 r. jezioro położone jest na tarasie nadzalewowym i zasilane jest okresowo wodami podziemnymi. Odpływ natomiast ma formę cieku. Inne źródła podają, że jezioro jest bezodpływowe. Powierzchnia wynosi 6,3605 hektara. Brzegi niskie, zabagnione. W otoczeniu zbiornika wodnego występują torfy niskie oraz gytie. Leży na terenie zlewni Rowu Powsinkowego.

## Przyroda
Zgodnie z badaniem z 2004 roku na terenie zbiornika wodnego stwierdzono występowanie następujących gatunków ptaków: perkozek, łabędź niemy, czernica, błotniak stawowy, wodnik, kropiatka, kszyk, krwawodziób, bocian biały, orzełek włochaty, czajka, górniczek, gąsiorek, srokosz i kaczka krzyżówka. W okolicach akwenu stwierdzono też występowanie sarny. Dodatkowo łąki w okolicach jeziora o powierzchni 2,8518 ha w 2005 r. (wraz z późniejszymi zmianami) uznane zostały za użytek ekologiczny o nazwie „Powsin” rozporządzeniami nr 74 i 75 Wojewody Mazowieckiego z dnia 5 września 2002 r. (Dz. Urz. Woj. Mazowieckiego nr 242 z 2002 r., poz. 6179) w związku z ochroną siedlisk i miejsc bytowania następujących gatunków owadów: motyla z gatunku modraszek telejus (Phengaris teleius) oraz mrówek z rodzaju Myrmica.
Jezioro jest istotne w szerszym kontekście dla mikroklimatu Warszawy. Zbiornik ten należy – wraz z m.in. Jeziorem Powsinkowskim, Jeziorem Wilanowskim, doliną rzeki Wilanówka, Morysinem oraz pobliskimi łąkami, polami, ciekami i zbiornikami wodnymi – do ważnego ciągu przyrodniczego Warszawy, który pełni istotne funkcje hydrologiczne, ma też spore znaczeniu dla klimatu. Ciąg ten nawietrza Warszawę transportowanymi od południa masami czystego powietrza znad Lasu Kabackiego i Lasów Chojnowskich.
Jezioro Torfowiska położone jest na terenie Warszawskiego Obszaru Chronionego Krajobrazu (Dz. Urz. Woj. Maz. Nr 42/14.02.2007 r., poz. 870).